# Sân bay Birmingham
Sân bay Birmingham, Anh (mã sân bay IATA: BHX, mã sân bay ICAO: EGBB) trước đây là sân bay quốc tế Birmingham là một sân bay nằm 10,2 km về phía đông đông nam trung tâm thành phố Birmingham, Bickenhill ở Borough thành thị Solihull ở Tây Midlands, nước Anh. Sân bay này là một cơ sở cho các hãng hàng không Bmibaby, Flybe, Monarch, Ryanair, Thomas Cook và Thomson Airways.
Sân bay này cung cấp cả các chuyến bay nội địa trong Vương quốc Anh, và các chuyến bay quốc tế tới các điểm đến ở châu Âu, Trung Đông, Pakistan, Bắc Mỹ và vùng Caribê. Sau khi thông qua kỷ lục 9,6 triệu hành khách trong năm 2008, số lượng hành khách giảm còn 8.572.398 vào năm 2010, làm cho Birmingham là sân bay bận rộn thứ bảy Vương quốc Anh.
Birmingham có một Giấy phép sử dụng công cộng Aerodrome CAA (Số P451) cho phép các chuyến bay để vận chuyển hành khách công cộng hoặc bay để được hướng dẫn.